# Marquesado de Sagnier

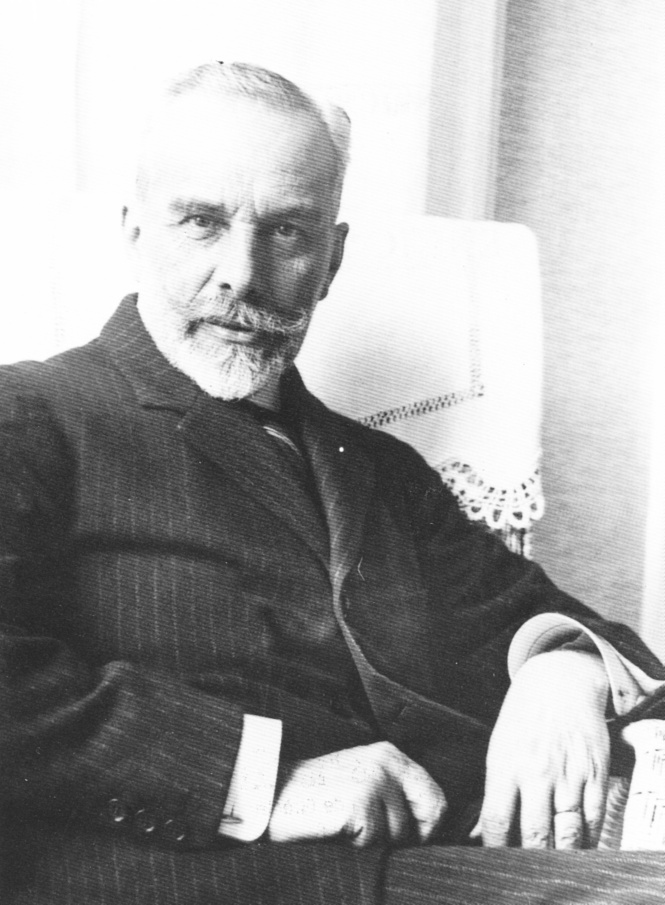
Enric Sagnier i Villavecchia, I marqués de Sagnier.

El Marquesado de Sagnier es un título nobiliario pontificio creado en 1923 por el papa Pío XI y otorgado a Enric Sagnier i Villavecchia, originario de Barcelona.
Su denominación hace referencia al apellido del primer titular.

## Marqueses de Sagnier
|                     | Titular                         | Periodo             |
| Creación por Pío XI | Creación por Pío XI             | Creación por Pío XI |
| ------------------- | ------------------------------- | ------------------- |
| I                   | Enric Sagnier i Villavecchia    | 1923-1931           |
| II                  | Josep Maria Sagnier i Vidal     | 1931-1976           |
| III                 | Joan Josep de Sagnier i Balasch | 1976-2013           |
| IV                  | Josep Maria de Sagnier i Prat   | 2013-               |

## Historia de los marqueses de Sagnier
- Enric Sagnier i Villavecchia (1858-1931), I Marqués de Sagnier.

1. Casó con Dolors Vidal i Torrents (†1938). Tuvo cinco hijos:
  1. Josep Maria Sagnier i Vidal (1890-1976).
  2. Manuel Sagnier i Vidal (1891-1976).
  3. Enric Sagnier i Vidal (1894-1968).
  4. Maria Assumpció Sagnier i Vidal (1898-1909).
  5. Ignasi Sagnier i Vidal (1901-1977).

Le sucedió su hijo:
- Josep Maria Sagnier i Vidal (1890-1976), II Marqués de Sagnier.

1. Casó con Mercè Balasch i Cuyàs (1900-1987), cuyos hijos fueron:
  1. Raquel Sagnier i Balasch (1923).
  2. Assumpció Sagnier i Balasch (1927-1979).
  3. Isabel Sagnier i Balasch (1929).
  4. Joan Josep Sagnier i Balasch (1942).

Le sucedió su hijo:
- Joan Josep Sagnier i Balasch (1942-2013), III Marqués de Sagnier.

1. Casó con Mari Mey Prat García (1948), cuyos hijos fueron:
  1. Josep Maria Sagnier i Prat (1966).
  2. Joan Josep Sagnier i Prat (1967).
  3. Alexandre Sagnier i Prat (1969).
  4. Marta Sagnier i Prat (1972).

Le sucedió su hijo:
- Josep Maria de Sagnier i Prat (1966), IV Marqués de Sagnier.

1. Casó con Silvia González Giralt (1965), cuyos hijos fueron:
  1. Alexandra de Sagnier i González (1997).
  2. Eduard de Sagnier i González (2004).[2]

## Escudo de armas
En tres franjas: arriba a la izquierda, de azur, una cruz patada y floronada de oro; arriba a la derecha, de oro, un monte moviente de la punta de sinople con el Templo Expiatorio del Sagrado Corazón de plata aclarado de sable; abajo, entado en punta curvilíneo de gules, un capitel de oro surmontado de una estrella de plata.